# 葉夫根尼·亞歷山德羅夫
葉夫根尼·谢尔盖耶维奇·亞歷山德羅夫（俄语：Евгений Сергеевич Александров，1982年4月20日—）是俄羅斯前職業冰球運動員。
2008—09年大陸冰球聯盟賽季，他隨波多利斯克勇士代表大陸冰球聯盟打了13場比賽。

## 外部連結
- 職業統計和球員消息來自 Eliteprospects.com，或 The Internet Hockey Database